# Royal Society of Miniature Painters, Sculptors and Gravers
La Royal Society of Miniature Painters, Sculptors and Gravers es una organización británica dedicada a la práctica, valorización y protección del arte de la miniatura inglesa tradicional del siglo XVI.
Es una organización sin ánimo de lucro bajo la figura legal de charitable organization las cuales, según las ley inglesa Charities Act de 2011 pueden seguir diferentes objetivos entre los que se incluye «el progreso de las artes, la cultura, el patrimonio o la ciencia».

## Historia

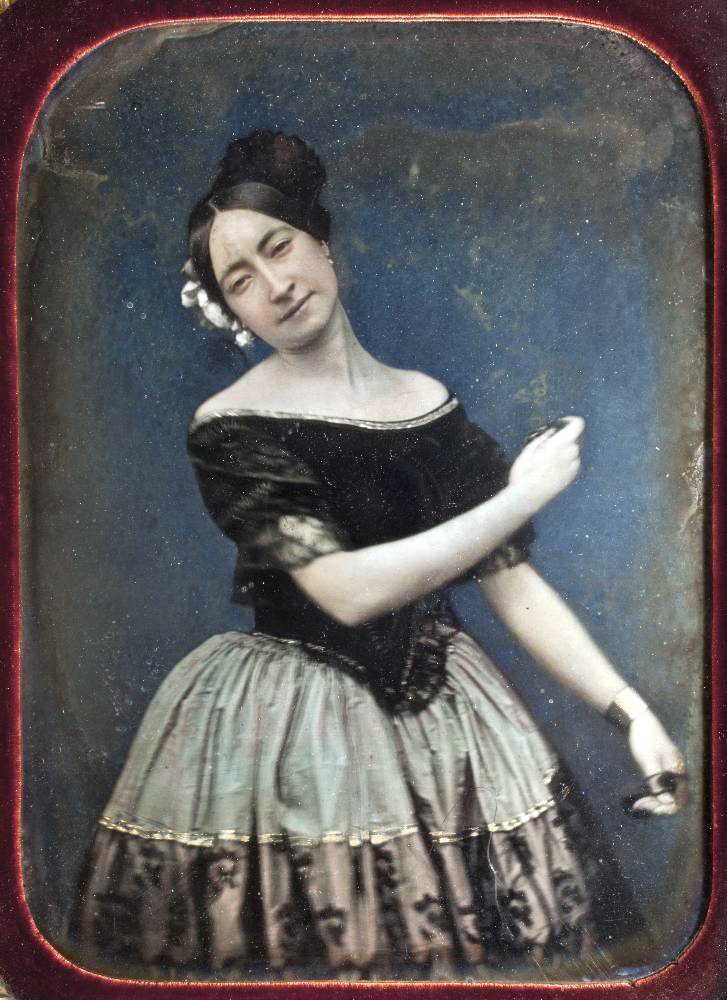
Daguerrotipo coloreado de una bailarina. La aparición en el de esta nueva técnica provocó el declive de la pintura en miniatura y causó que muchos miniaturistas se dedicasen a colorear estas fotografías.

La sociedad fue fundada en 1896 por el artista galés Alyn Williams quién fue su primer presidente. El motivo de su creación fue la necesidad de impulsar este tipo de arte que durante la primera mitad del siglo XIX sufrió un claro declive debido a la aparición de los daguerrotipos. De hecho, muchos miniaturistas se tuvieron que reconvertir profesionalmente en retocadores y coloreadores de fotografías.
El mismo año de su creación organizó la primera exposición dedicada íntegramente a las miniaturas que consiguió un éxito relevante. El 30 de mayo de 1904 recibió la Carta Real otorgada por Eduardo VII y posteriormente amplió su ámbito a las esculturas y a los grabados a buril. Actualmente se encuentra bajo el patronazgo del Príncipe de Gales.

## Actividades actuales

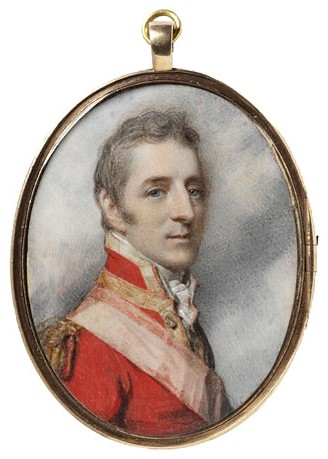
Miniatura del de Arthur Wellesley.

La asociación realiza varias actividades en la actualidad:
a) Promueve la realización de miniaturas ofreciendo una serie de consejos básicos en su página web.
b) Edita libros relacionados con este arte que van desde catálogos de coleccionistas hasta manuales de ayuda.
c) Otorga varios premios anuales tanto a obras como a autores. Entre las menciones destacan la denominada Gold Memorial Bowl creada en 1985
d) Organiza una exhibición anual en la que pueden participar los artistas que así lo deseen previa aceptación de su obra. En este acto se entregan los premios de la asociación y tiene un horario diferenciado para la visita de potenciales compradores de las obras y del público en general.
e) Custodia una colección de más de 150 obras donadas a la asociación por anteriores y actuales miembros de la misma. Esta colección es mostrada al público durante la exhibición anual.